# Механизм роста Странского — Крыстанова
Механизм роста Странского — Крыстанова (англ. Stranski-Krastanov growth mode), также известный как механизм послойного-плюс-островкового роста — один из трёх основных механизмов роста тонких плёнок; описывает случай, когда рост начинается как двумерный (послойный), а затем меняется на трёхмерный (островковый). Назван в честь болгарских физикохимиков Ивана Странского и Любомира Крыстанова.

## Описание
Послойный-плюс-островковый рост по механизму Странского — Крастанова представляет собой промежуточный случай между послойным и островковым ростом. После завершения формирования двумерного слоя идёт рост трёхмерных островков. Природа и толщина двумерного слоя (часто называемого слоем Странского — Крастанова) зависят от конкретного случая. Например, этот слой может быть поверхностной реконструкцией с субмонослойным покрытием адсорбата или напряжённой плёнкой толщиной в несколько монослоёв.